# Andrijana Trišić
Andrijana Trišić (en serbio: Андријана Тришић, Bajina Bašta 2 de septiembre de 1994) profesora de educación física y deporte, licenciada en educación física por la Facultad de Deporte y Educación Física de Belgrado, futbolista serbia y árbitro de fútbol con licencia. Juega en el CFF «Požarevac» de Požarevac con el que  compite en la Superliga serbia de fútbol femenino. Es miembro de la selección de fútbol de Serbia y de la selección de fútbol sala de Serbia.

## Carrera profesional
Desde la infancia se interesa por el fútbol al que jugó principalmente con los chicos de su edad en su ciudad natal. Participó en diversos partidos y torneos en el centro deportivo «Bora Milutinović». En una competición celebrada en la ciudad de Guča, en la que fue elegida mejor jugadora fue vista por un cazatalentos que admiró su juego obtuviendo poco después una invitación para participar en el campamento de Karataš.

### Carrera junior
Dio sus primeros pasos futbolísticos en el Club Juvenil de Fútbol «Kosmos» de Bajina Bašta cuyo entrenador era Srđan Sladojević. En 2006 recibió una invitación de Darko Stojanović, entrenador del Club de Fútbol Femenino (CFF) «Lask» de la ciudad de Lazarevac, así que durante una temporada jugó para ambos equipos. Después de la primaria entró en el club de fútbol femenino «Mašinac» con el que juega en la Liga de campeones de la UEFA en 2009/2010. Al terminar el segundo curso de la secundaria, recibe la invitación del CFF «Napredak» de Kruševac para el que juega en 2013.

### Carrera senior
Desde 2013 juega para el CFF «Estrella Roja» con el que participa en las competiciones de la Superliga de fútbol femenino de Serbia. Como jugadora cedida juega durante temporada y media para el CFF «Požarevac». Desde el 24 de marzo de 2014 es jugadora titular del «Estrella Roja». Jugó un total de 61 partidos en el equipamiento rojiblanco y según este parámetro está en la lista de las 15 primeras jugadoras con el mayor número de partidos jugados para su club. Pasó en el campo un promedio de 80 minutos por partido. Obtuvo 54 balones ganados y 33 perdidos. Tiró 15 veces hacia la red del contrincante de las cuales diez fueron al larguero. No consiguió entrar en la lista de goleadoras, pero dio ocho asistencias. Dio un total de 610 pases de gol con un 82% de logro. Sus juegos para el CFF Estrella Roja han sido evaluados por los profesionales de fútbol con una nota media de 8 (sobre diez).
Desde principios de enero de 2021, el procedimiento para Požarevac.

### Selección
Como junior jugó para la selección femenina de Serbia en la primera ronda de cualificaciones en el campeonato europeo femenino en 2012/2013 y en dos partidos consiguió marcar dos goles.
Ha entrado en la lista de jugadoras que el seleccionador Predrag Gvozdenović comunicó el 14 de febrero de 2020 antes del partido eliminatorio contra Macedonia del Norte en las cualificaciones para el campeonato europeo de fútbol femenino en 2021, grupo G.
Empezó a interesarse por el fútbol sala durante sus estudios. Jugó con el equipo femenino de futsal SIND  en los torneos deportivos de estudiantes llamados UNIADA. En mayo de 2018 el seleccionador Dejan Majes la invitó a jugar para la selección femenina de futsal de Serbia. Jugó en las cualificaciones de esta selección para la UEFA Women’s Futsal Euro 2019, así como con la selección femenina de futsal de Serbia cuando ésta ganó la Copa Cuatro Naciones en competiciones con Eslovenia, Eslovaquia y República Checa. Jugo partidos amistosos internacionales contra las selecciones de Ucrania y Hungría.

### Asuntos de interés
Sufrió una lesión de rodilla por la que se vio obligada a  hacer una pausa de seis meses. Con ayuda de su entrenador Dejan Timotijević pronto consiguió recuperar el tono y la fuerza de sus músculos, así que pudo seguir entrenándose y jugando al fútbol. En el partido contra el Club de Fútbol Femenino «Mačva Šabac» a favor de su club «Mašinac» consiguió un gol de saque de esquina. A la edad de 15 años recién cumplidos era la jugadora más joven del torneo de la Liga de Campeones para mujeres de la UEFA en 2009/2010

## Carrera de árbitro
Al obtener la licencia, se convierte en  árbitro de fútbol, figurando en la lista de árbitros de la primera división de la liga belgradense.